# Doucy-Combelouvière
Doucy-Combelouvière est une petite station de sports d'hiver de la Tarentaise, située sur le territoire communal de  La Léchère, dans le département de la Savoie en région Auvergne-Rhône-Alpes. Le domaine skiable est relié à celui de Valmorel - Le Grand Domaine.

## Géographie

### Localisation
Doucy-Combelouvière est bordée par les torrents du Morel et de l'Eau Rousse.
Il s'agit de la première station dans la vallée de la Tarentaise, avant Moûtiers.
La commune de La Léchère possède également une station thermale.

## La station

### La station
La promotion de la station passe par Valmorel.

### Hébergement et restauration
En 2014, la capacité d'accueil de la station, estimée par l'organisme Savoie-Mont-Blanc, est de 2 439 lits touristiques répartis dans 246 établissements. Les hébergements se répartissent comme suit : 47 meublés ; 2 résidences de tourisme ; 2 centres ou villages de vacances / auberges de jeunesse / maisons familiales.